# لوکا برونو
لوکا برونو (انگلیسی: Luca Bruno؛ زادهٔ ۲۴ اوت ۱۹۹۶) بازیکن فوتبال است.
از باشگاه‌هایی که در آن بازی کرده‌است می‌توان به باشگاه فوتبال برشا و باشگاه فوتبال پرو ورچلی اشاره کرد.